# Brayan Ramírez
Ramírez  Chacón est un nom espagnol. Le premier nom de famille, en général paternel, est Ramírez ; le second, en général maternel, souvent omis, est Chacón.
Brayan Stiven Ramírez Chacón, né le 20 novembre 1992 à Bogota, est un coureur cycliste colombien.

## Biographie
À la mi-juin 2014, les dirigeants de la formation Movistar Team América annoncent que pour le bien du coureur, il l'autorise à signer avec une équipe amateur italienne Cascine ASD et ce pour lui permettre de continuer sa progression. C'est son deuxième séjour en Europe. En 2012, il avait, en effet, effectué un bref séjour en Belgique. Cependant, il ne perd pas de vue, son principal objectif le Tour de l'Avenir, pour lequel le nouvel entraîneur national, Carlos Mario Jaramillo l'a présélectionné. Jaramillo dit de lui qu'il est meilleur sur terrain plat, mais qu'il s'améliore en montagne.
Fin 2014, il signe un contrat avec l'équipe continentale professionnelle Colombia.
Le jour de son vingt-troisième anniversaire, Brayan Ramírez annonce son retour dans son ancienne formation, l'équipe continentale Movistar Team América, pour la saison 2016, à la suite de la cessation d'activités de l'équipe Colombia.
Après avoir dû laissé les pelotons pendant deux ans en raison d'un problème cardiaque, une tachycardie l'ayant obligé à abandonner le Tour de Colombie 2019, Brayan Ramírez retrouve la compétition grâce à Rafael Antonio Niño qui lui fait confiance. Après avoir échoué à renouer avec la victoire pour quelques centièmes lors du prologue de la Vuelta a Boyacá, il remporte la sixième étape du Clásico RCN 2021 dans un duel serré avec Walter Vargas. Un mois plus tard, il termine quatrième de la Vuelta a Chiriquí. Ses résultats lui permettent de signer avec la formation EPM-Scott pour 2022.

## Palmarès sur route
- 2009
  -  Champion de Colombie sur route juniors
- 2010
  -  Médaillé d'or par équipes aux Jeux olympiques de la jeunesse (avec Jessica Lergada, Jhonnatan Botero et David Oquendo)
  -  Champion de Colombie du contre-la-montre juniors
- 2011
  -  Champion de Colombie du contre-la-montre espoirs
  - 1re étape du Tour de Colombie espoirs
  - 3e du championnat de Colombie sur route espoirs
- 2012
  - 2e de la course en ligne des XIXe Juegos Deportivos Nacionales[N 1]
- 2013
  - 6e étape du Tour de Colombie espoirs
- 2014
  -  Médaillé d'or du contre-la-montre aux Jeux d'Amérique centrale et des Caraïbes
  -  Médaillé d'argent du championnat panaméricain sur route espoirs
  -  Médaillé d'argent du championnat de Colombie sur route espoirs
  -  Médaillé de bronze du championnat de Colombie du contre-la-montre espoirs
  -  Médaillé de bronze du contre-la-montre aux Jeux sudaméricains
- 2015
  - Vainqueur de la course en ligne des XXe Juegos Deportivos Nacionales
- 2016
  -  Médaillé d'argent du championnat panaméricain sur route
  - 2e du championnat de Colombie du contre-la-montre
- 2017
  - Tour d'Ankara
    - Classement général
    - 1re étape
- 2021
  - 6e étape du Clásico RCN
- 2022
  - 1re étape de la Clásica de El Carmen de Viboral (contre-la-montre par équipes)

## Résultats sur les grands tours

### Tour d'Espagne
1 participation
- 2015 : 127e

## Classements mondiaux
| Année            | 2014 | 2015 | 2016 |
| ---------------- | ---- | ---- | ---- |
| UCI America Tour | 42e  |      | 16e  |
| UCI Europe Tour  |      | 843e |      |

## Palmarès sur piste

### Championnats de Colombie
- Bogota 2011
  -  Médaillé d'argent de la poursuite par équipes (avec Camilo Suárez, Dubán Agudelo et Jarlinson Pantano)[10].
  -  Médaillé de bronze de la poursuite individuelle[11].